# Phlogophora
Phlogophora är ett släkte av fjärilar som beskrevs av Treitschke 1825. Phlogophora ingår i familjen nattflyn.

## Bildgalleri

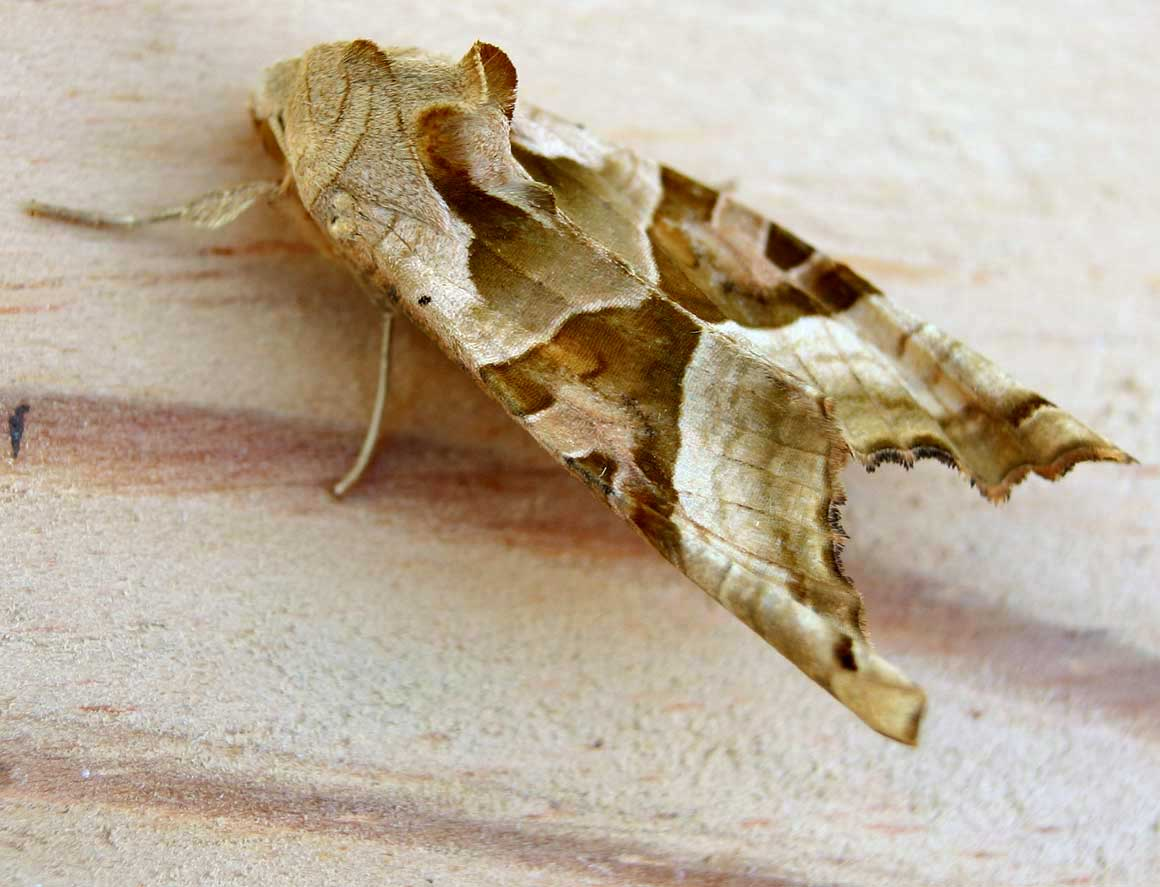
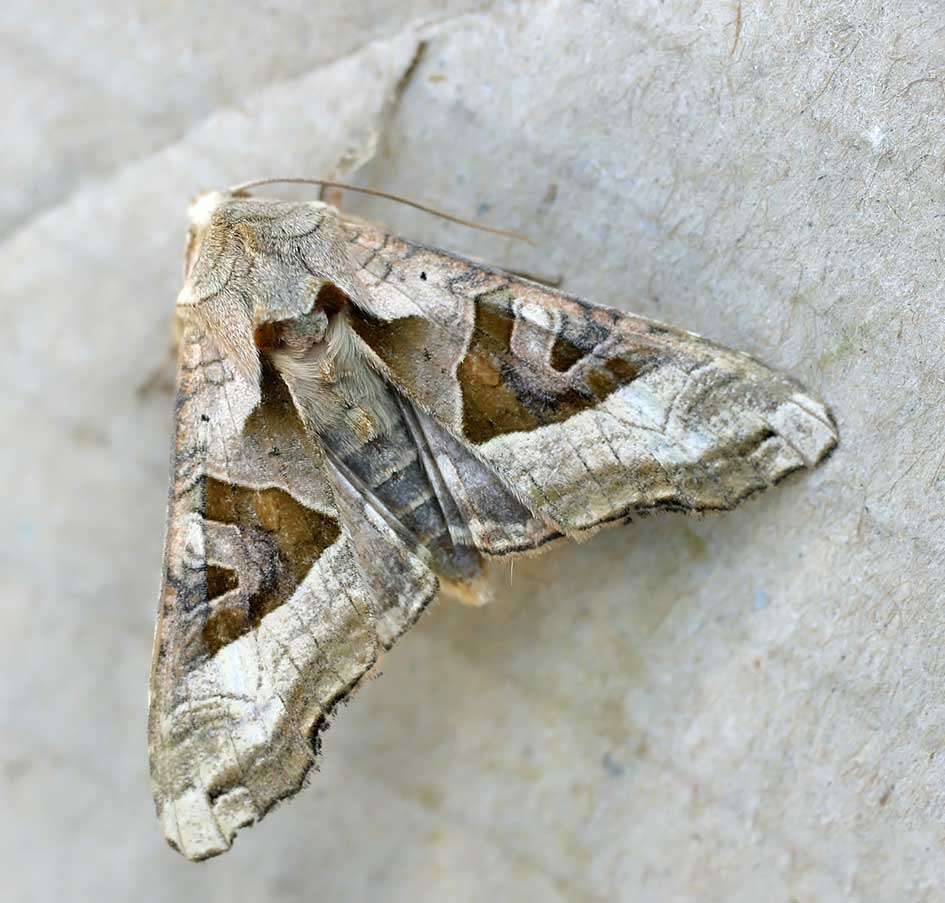

## Dottertaxa tillPhlogophora, i alfabetisk ordning[1][2]
- Phlogophora albifrons
- Phlogophora albovittata
- Phlogophora beata
- Phlogophora beatrix
- Phlogophora burmana
- Phlogophora cabrali
- Phlogophora caesia
- Phlogophora chlorophragma
- Phlogophora clava
- Phlogophora conservuloides
- Phlogophora contrasta
- Phlogophora costalis
- Phlogophora culminis
- Phlogophora derufata
- Phlogophora discalis
- Phlogophora distincta
- Phlogophora effusa
- Phlogophora emphanes
- Phlogophora extensa
- Phlogophora flavescens
- Phlogophora fumosa
- Phlogophora furnasi
- Phlogophora fuscomarginata
- Phlogophora gamma
- Phlogophora gamoeënsis
- Phlogophora grisea
- Phlogophora gustavssoni
- Phlogophora ignicula
- Phlogophora interrupta
- Phlogophora iris
- Phlogophora ischnogramma
- Phlogophora isoscelata
- Phlogophora kinabalua
- Phlogophora latifascia
- Phlogophora latilinea
- Phlogophora leucomelas
- Phlogophora lignosa
- Phlogophora magma
- Phlogophora malaisei
- Phlogophora melasema
- Phlogophora meticulodina
- Phlogophora meticulosa
- Phlogophora minor
- Phlogophora nigroplumbea
- Phlogophora olivacea
- Phlogophora pallens
- Phlogophora pallida
- Phlogophora periculosa
- Phlogophora reducta
- Phlogophora roseobrunnea
- Phlogophora rostrifera
- Phlogophora scita
- Phlogophora styx
- Phlogophora subpurpurea
- Phlogophora suffusa
- Phlogophora trapezina
- Phlogophora triangula
- Phlogophora tricolor
- Phlogophora variegata
- Phlogophora v-brunneum
- Phlogophora westi
- Phlogophora violacea
- Phlogophora viridescens
- Phlogophora viridivena
- Phlogophora wollastoni